# Irina Posnova
Irina Michajlovna Posnova (in russo Ирина Михайловна Поснова?; Kiev, 9 agosto 1914 – Bruxelles, 18 dicembre 1997) è stata un'editrice, teologa e traduttrice russa fondatrice della casa editrice cattolica La vie avec Dieu, figura di spicco nel cattolicesimo russo del XX secolo in esilio, partecipante all'apostolato russo all'estero, dottore in filologia, lavorò nell'ambiente della Diaspora russa in Europa.

## Biografia
Nata a Kiev nella famiglia dello storico della Chiesa ortodossa e professore dell'Accademia teologica di Kiev e dell’Università di Kiev, in seguito professore dell'Accademia ortodossa di Sofia, Michail Posnov.
Dopo il 1917 insieme alla famiglia emigrò in Bulgaria. Grazie alla conoscenza con il vescovo Cyril Kurtev e il patrocinio del visitatore apostolico Roncalli ricevette una borsa di studio dal cardinale Desiré-Félicien-François-Joseph Mercier e partì per il Belgio, dove si laureò alla facoltà filologica dell'Università Cattolica di Lovanio.
Durante la Seconda guerra mondiale, si dedicò ad aiutare i prigionieri soldati sovietici e gli sfollati che lavoravano nelle miniere del Limburgo e dopo la guerra aiutò i rifugiati dell'URSS che rimasero in Belgio.
Nel 1945 fondò a Bruxelles la Foyer Oriental Chrétien e il Comité belge de documentation religieuse pour l’Orient e in seguito la casa editrice La vie avec Dieu (in russo Жизнь с Богом - "La vita con Dio") con l'aiuto di Eugène Tisserant, Aleksandr Evreinov, Andrei Apollon Katkoff, Boļeslavs Sloskāns, Karol Kozine, Antonij Ilc.
L'obiettivo principale della casa editrice era la pubblicazione di letteratura ortodossa e cattolica e la divulgazione dell’idea dell’unità dei cristiani. Presso la sede situata in Avenue de la Couronn, 206 Maison Watteyne a Bruxelles, funzionava la Chiesa dell'Annunciazione della Beata Vergine Maria dove si svolgeva il culto in rito bizantino di tradizione sinodale della Chiesa greco-cattolica russa.
Riuscita a stabilire i relazioni amichevoli con la gerarchia ortodossa in Belgio, collaborava con L’Institut de théologie orthodoxe Saint-Serge di Parigi e con i monaci  benedettini dell’Abbazia di Chevetogne.
Dal 1967 ha condotto programmi radiofonici religiosi in lingua russa sulle onde di Radio Monte Carlo e in lingua francese sulla radio di Stato belga.